# Sušice (Přerov)
Sušice é uma comuna checa localizada na região de Olomouc, distrito de Přerov.